# Феодосій Печерський
Феодо́сій Печерський (ймовірно 1029 — 3 травня 1074) — християнський святий, один із основоположників чернецтва у Київській Русі, видатний церковний і політичний діяч другої половини XI ст. Був ігуменом першого києво-руського монастиря.
- 3 травня — день пам'яті[1];
- 14 серпня — день пам'яті перенесення мощей[1];
- 2 вересня — день пам'яті преподобних Антонія і Феодосія Печерських[1].

## Дитинство та юність

### Народження
Феодосій народився в місті Василеві (теперішній Васильків під Києвом) 1029 року, згідно з «Житієм Антонія Печерського», яке вміщено в друкованому Києво-Печерському патерику 1661 р. З початку ХХ століття вважають, що Феодосій народився близько 1036 року.. М. Брайчевський датує народження Феодосія Печерського між 1035 та 1038 роками. Досі не існує єдиної думки щодо дати народження святого, як і щодо деяких інших подій на початковому етапі його життя. Ім'я, дане немовляті безпосередньо після народження або на сороковий день під час хрещення, залишається невідомим. 
Імена батьків також не збереглись, проте відомо, що його батько був у Василеві дружинником князя не особливо знатного, але доволі родовитого. Згодом батько Феодосія став тіуном у Курську. Мати — сувора, горда та розумна жінка. Скільки дітей було в родині невідомо, але з «Житія…» можна зробити висновок, що в родині було багато дітей різного віку.

### Переїзд до Курська
Незабаром юнак разом з родиною переїхав до Курська. Тут він був відданий батьком «одному з учителів навчатися Божественних книг…». Підліток виявився здібним учнем, швидко вивчив усе Святе письмо. Також опановував грамоту і арифметику, через щоденне відвідування храму навчився церковного співу та вивчив Псалтир. Уже в цей час він мав бажання наслідувати життя християнських подвижників. Коли Феодосію виповнилося 13 років, помер його батько, що дуже вразило юнака. Залишивши дитячі ігри та забавки, скинувши дорогий одяг, він пішов працювати на поле разом із простими робітниками. Але все це наштовхнулось на рішучий опір матері. 
 Перша спроба втекти з прочанами до Єрусалима завершилась невдало. Із часом, утомившись постійно карати сина, мати дозволила йому займатись улюбленою справою.
Упродовж трьох років Феодосій займався випіканням проскурок. Коли він побачив, що в Курському храмі часто не служать Божественну Літургію через брак проскурок, то сам придбав пшеницю та почав випікати проскурки, одну частину яких відносив до храму, іншу продавав, а на вторговані кошти купував пшеницю для нової випічки й роздавав бідним. Але через перешкоджання матері був змушений потайки вирушити до іншого міста, де жив у домі священика. Проте, мати знову знайшла юнака й «захопивши його, поволочила б'ючи, до свого міста». Згодом, начальник міста доручив йому доглядати за своєю церквою. Феодосій, незважаючи на своє привілейоване становище в храмі, продовжував вести аскетичний спосіб життя.
Ще в юнацькі роки Феодосій носив на тілі залізний ланцюг (вериги). Вериги були важкими та впивалися в тіло, утворюючи кров'яні рани й завдаючи нестерпного болю, таким чином постійно нагадуючи про хресні страждання Ісуса Христа.

## Подорож до Києва та прийняття чернецтва

Печера Феодосія у Києві

Скориставшись відлученням матері, Феодосій разом з купцями попрямував з Курська до Києва. На той час у столиці Київської Русі існувало декілька грецьких християнських монастирів. Феодосій відвідав їх, бажаючи прийняти постриг, але настоятелі йому відмовляли. Тоді він дізнався про афонського постриженця любечанина Антонія Печерського, котрий жив і подвизався в печері неподалік Києва у селі Берестове. Никон Великий постриг юнака в чернецтво та «в одяг монашеський одягнув року 6540 (1032) за князя благочестивого Ярослава Володимировича (Мудрого)».
За іншою версією, Феодосій спочатку повернувся в свій рідний Василев, де близько двох років прожив суворим життям у власноруч викопаній печері (на північний схід від валу Василевого дитинця), а вже потім прийшов до Антонія. Місцезнаходження цієї печери було відоме аж до 1818 року, але на сьогодні воно точно не встановлено.
З «Житія…» Нестора Літописця дізнаємось, що новопострижений інок Феодосій із завзяттям віддався чернечим подвигам так, що Антоній Печерський з Никоном Великим аж дивувались з цього «І вельми за те, прославляли Всемилостивого Бога.» Але й тут він не зміг сховатись від своєї матері. Через 4 роки вона дізналась, що її син постригся у чернецтво і перебуває в Києві. Зрештою вона довідалася про печеру Антонія і наполегливо умовляла Феодосія повернутися до рідної домівки. Більш того, Феодосій запропонував матері самій прийняти постриг в одному з київських монастирів. Після довгих роздумів, вона зважилась на цей рішучий крок і прийняла чернецтво у київському монастирі святого Миколая, де й закінчила свій життєвих шлях. Була похована у дворі нинішніх Дальніх печер Києво-Печерської лаври.
Поступово навколо Антонія Печерського збиралися інші ченці, які розширювали печеру та влаштували в ній церкву і келії. До 1056—1057 рр. їх налічувалося 13 разом з Антонієм — символічне число для християнства. Серед них були: Никон Великий, Мойсей Угрин, Феодосій Печерський, Іларіон Схимник, Варлаам Печерський, Єфрем Переяславський, серед інших могли бути Агапій Печерський, Василь і Федір Преподобномученики, Марко Печерник, Єремія Прозорливий, Євстратій Постник, Никон Сухий, Ісакій Затвірник.
Коли перший пресвітер Никон Великий, який здійснював постриження братії, подався до Тмутаракані, пресвітером призначили Феодосія. З того часу він служив Божественну літургію та постригав у ченці.

## Ігуменство

Феодосій Печерський. Акафісти. 1625.

Феодосій Печерський був обраний та поставлений ігуменом у Києво-Печерському монастирі 1059 чи 1060 року, а згідно з офіційною історіографією 1063 року. На той час чисельність братії становила 20 осіб, не враховуючи тих, які мешкали в Ближніх печерах навколо Антонія Печерського. З перших днів ігуменства Феодосія Печерського, до нього почали приходити князі та знатні люди, котрі вважали за честь жертвувати на користь обителі. Це дало змогу розпочати будівництво наземного монастиря, який мав прийти на зміну тісним печерним келіям та невеликій каплиці — церкві в ім'я Святої Богородиці, яка була побудована за попереднього ігумена Варлаама Печерського. Нова дерев'яна церква Різдва Богородиці була споруджена 1062 року на вершині надпечерного пагорбу, подарованого князем Ізяславом Ярославовичем. Довкола розташувалися келії ченців у вигляді окремих будинків, трапезна із поварнею та комори. Вся територія була захищена огорожею з монастирською брамою на західному боці. Таким чином за ігуменства Феодосія впродовж кінця 50-х — початку 60-х років ХІ ст. розпочалося формування архітектурного ансамблю Києво-Печерської лаври.

### Запровадження статуту
|                                                      |  |  |
| Пам'ятна монета НБУ, присвячена Феодосію Печерському |  |  |

Повернення Єфрема Переяславського в Київ. Л. Тарасевич. Патерик. 1702.

Ще в печерний період монастиря в ньому почали співіснувати два напрямки чернецтва: анахоретизм і кіновія. На відміну від Антонія Печерського, Феодосій був противником відлюдництва, вважаючи, що ченці повинні жити громадою в обителі. Тому, невдовзі після переселення до наземного монастиря, коли кількість іноків досягла 100 осіб, необхідно було запровадити статут чернечого життя. У інока Студійського монастиря Михайла «який прийшов з греків з митрополитом Георгієм» Феодосій переписав список Студійського статуту. Інший список згодом приніс до монастиря Єфрем Переяславський на прохання Феодосія. На основі цих двох описів Студійського статуту і був створений статут Києво-Печерського монастиря, який став третім доопрацьованим списком Студійського статуту. Від Києво-Печерського монастиря «всі [Руські монастирі] перейняли статут і ввели його по всіх монастирях. Тому й шанується монастир Печерський як найстаріший і найславніший із всіх.»

 Окрім дрібних розбіжностей побутового характеру, Феодосій включив до статуту декілька власних ідей:
- На території монастиря не заборонялося перебування прочан і навіть жінок.
- Був затверджений поділ іноків на велико- і малосхимників.

Складався статут із 8 розділів та 38 параграфів.

### Книжкова справа
У добу ігуменства Феодосія в Києво-Печерському монастирі було започатковано книжкову справу — переписування, написання та збирання рукописних книг. 26-й припис запровадженого статуту зобов'язував ченців займатись читанням книг у вільні від виконання послуху дні, взятих у монастирській бібліотеці у ченця-бібліотекаря. Це забезпечувало стовідсоткову грамотність усіх насельників. Тому Печерський монастир з перших років існування став твердинею грамоти. Необхідно зазначити, що ще за ігуменства Феодосія процес книгописання набув цехової організації. Найактивнішу участь в цьому брав сам Феодосій, а також Никон Великий, Іларіон Схимник. Також серед братії були своєрідні «книголюби», такі як Даміан Цілитель, Григорій Чудотворець Печерський.

### Феодосієві постриженці
Відомі імена кількох іноків, які прийняли чернецтво в Києво-Печерському монастирі за доби ігуменства Феодосія.
- Між 1060 та 1062 рр. у печеру до Феодосія прийшов Нестор Літописець.
- 1064 року був пострижений у чернецтво Григорій Чудотворець Печерський.
- Даміан Цілитель прийшов до обителі на початку ігуменства Феодосія і першим серед братії набув слави цілителя.[5]
- на початку 60-х років ХІ ст. можна відзначити прихід до монастиря Матвія Прозорливого, котрий потім відзначався даром передбачення та читання потаємних людських думок.
- З 1060 по 1062 рр. перебував у монастирі й Стефан І Болгарин, який потім став ігуменом.
- 1060—1065 рр. відбувся постриг Ісаї Чудотворця.
- Єремія Прозорливий прибув до монастиря на початку ігуменства Феодосія.[9]

## Фундація Успенського собору
1073 року на свято Успіння Пресвятої Богородиці відбулося урочисте закладання першої кам'яної споруди Києво-Печерського монастиря — Успенського собору. Існує багато легенд про цю подію. У ній брав участь сам князь Святослав, який і виділив частину поля великокнязівської садиби у Берестовому для будівництва, а також пожертвував 100 гривень золотом. Феодосій запросив майстрів з Константинополя, очевидно, демонструючи незалежність Києво-Печерської обителі від місцевої світської та церковної влади. За життя Феодосія було завершено лише фундамент храму. Як свідчить його «Житіє…», ігумен «повсякдень підвизався та трудився на будівництві того Дому.»
Причиною будівництва нового собору було те, що кількість ченців досягла 100 осіб і стара дерев'яна церква стала тісною для громади. Вже після закладання собору, ченці починали будувати свої келії та заселяти околиці. Фактично, після освячення храму, тут виник новий монастир, оскільки на старому місці залишилось лише кілька ченців для догляду за могилами і справляння панахиди.
Завершення будівництва Успенського собору, оздоблення та освячення стало однією з головних подій у церковному житті Київської Русі в домонгольський період.

## Останні дні
Останні часи життя Феодосія Печерського описані в «Житії Феодосія Печерського» Нестора Літописця та у «Повісті врем'яних літ» під 1074 роком. Провівши Великий піст у своїй келії, зустрівши Великдень, Феодосій захворів. Через п'ять днів, на зібранні братії був обраний новий ігумен Стефан І Болгарин. Наступного дня хворого відвідав князь Святослав із сином Глібом a Феодосій дав останні настанови новому ігумену.
На восьмий день після Великодня о другій годині ночі 3 травня (за старим стилем) Феодосій Печерський помер. За заповітом, поховали його у тому одязі, який завжди носив, у Дальніх печерах, де він жив і усамітнювався під час Великого посту.

## Канонізація
Питання про канонізацію Феодосія Печерського було порушено в Києво-Печерському монастирі на початку ігуменства Никона Великого (1078—1088). У зв'язку з цим під його керівництвом Нестор Літописець написав твір «Житіє преподобного отця нашого Феодосія, ігумена Печерського». Сам автор був свідком фактично всієї доби ігуменства Феодосія Печерського, прийшовши в монастир, як зазначалось вище, між 1060 та 1062 роками. Дослідники вважають, що твір писався найперше для Київської митрополії, від котрої залежала справа канонізації, тому Нестор надавав великого значення дотриманню правил написання подібних творів і пошуку паралелі у житіях найвідоміших святих.Продовжив справу Никона Великого п'ятий ігумен Києво-Печерського монастиря Іван (1088—1103).

### Перенесення мощей
1091 року ченці Києво-Печерського монастиря вирішили відкрити мощі Феодосія для доведення їхньої нетлінности, що є необхідною умовою канонізації, і перенести їх до Успенського собору. Києво-Печерський патерик описує відкриття мощей як результат великої ради братії. Але, з іншого боку, літописна стаття 1091 року висвітлює пошуки мощей Феодосія як ледь не потаємну справу, яка відбувалась, вочевидь, без благословення київського митрополита-грека і порушуючи заповіт самого Феодосія. Причиною могло бути лише бажання прискорити процес канонізації.
Рада ченців відбувалась 10 серпня 1091 року. 13 серпня ігумен Іван, Нестор Літописець та двоє довірених ченців, одним з яких був, імовірно, Марко Печерник, вночі провели розкопки келії Феодосія, під ранок нарешті відшукавши домовину. Наступного дня зібралися єпископи Єфрем Переяславський, Стефан Володимирський, Іван Чернігівський, Мар'ян Юріївський, Антоній Порозький «всі ігумени всіх монастирів із чорноризцями прийшли, і люди благовірні взяли мощі Феодосієві із тем'яном та свічками, і принесли й поклали у його рідній церкві Успенському соборі, у притворі з правого боку у четвер 14 серпня в годину дня…». Потрібно зазначити, що київського митрополита-грека на перенесенні мощей не було. Ймовірно, його насторожувала участь у цьому заході п'ятьох руських єпископів, що могло свідчити про послаблення авторитету митрополії.

### Завершення справи канонізації

Собор преподобних отців Києво-Печерських. XIX ст.

Для просування процесу канонізації ігумену Івану вкрай необхідна була підтримка нового київського князя Святополка Ізяславовича, проте вони так і не досягли порозуміння і справа про занесення імені Феодосія Печерського до Синодика не була завершена. Ситуація змінилась лише на початку ХІІ століття за наступного ігумена Феоктиста.
- 1103 р. ім'я Феодосія Печерського за наполягання князя було внесено до Синодика.[5][9] У той час мова про визнання Феодосія Печерського святим і присвоєння йому окремого дня пам'яті не йшла. Хоча, враховуючи відсутність чітких правил[11][12], сам факт занесення імені до Синодика можна вважати канонізацією.
- 1619 р. архімандрит Києво-Печерського монастиря Захарій Копистенський помістив у святкову мінею (Анфологіон) поруч із вселенськими та загальноруськими святими імена 24 Печерських преподобних.
- 1643 р. був укладений «Канон Печерським святим», який проголошував вшанування українських угодників і передусім печерських чорноризців (74 імені, з яких 41 належало лаврським святим).
- 1762 р. російська церква проголосила 45 преподобних у Дальніх печерах і 73 у Ближніх печерах загальноросійськими святими.

На цьому завершилось формування сучасного лаврського пантеону святих.

### Місцеперебування мощей
1131 року мощі Феодосія Печерського лежали в срібній з позолотою раці, на облаштування якої «тисяцький Георгій, син Шимона, онук Африкана, князів Варязьких, отримавши князівську область від князя Георгія Володимировича Мономаховича в землі Суздальській пожертвував 500 гривень срібла та 50 гривень золота». У 2007 році в фондах музею Києво-Печерської лаври була знайдена кришка від цієї раки. 1240 р. напередодні монголо-татарського спустошення, мощі були заховані ченцями «під спудом» Успенського собору так, що їхнє місцезнаходження досі залишається невідомим. Можливо, вони були перевезені до рідного міста Феодосія — Василькова.
З відродженням обителі в Успенському соборі було зроблено кенотаф, який проіснував до руйнації собору 1941 року. На сьогодні він, на жаль, не відновлений.

## Літературна спадщина

Кенотаф Феодосія Печерського.

Феодосію Печерському приписують понад двадцять різноманітних творів, але науковцями доведено належність йому лише одинадцяти, які дійшли до наших днів:
1. «Повчання блаженного Феодосія, ігумена печерського про кари Божі»;
2. «Слово святих отців про пияцтво»;
3. «Про любов до Бога»;
4. «Про допомогу бідним»;
5. «Про терпіння»;
6. «Про подвижництво»;
7. «Про ходіння до служби Божої»;
8. «Повчання келарю»;
9. «Про віру варязьку»;
10. «Про недільний день та про піст середи та п'ятниці»;
11. «Молитва за всіх християн»;

Основним завданням дидактичної прози Феодосія Печерського було загальнодоступне розкриття і тлумачення найелементарніших понять християнської догматики та моралі. Повчання Феодосія є дуже важливими з огляду на розуміння християнського, соціально-побутового та політичного життя Київської Русі в ХІ столітті та роль чернецтва в ньому. Показовим у захисті християнської(православної) догматики є друге послання Феодосія Печерського «Про віру варязьку» 1069 р. до князя Ізяслава у зв'язку із зарученням підтримки поляків у боротьбі за владу в Києві, що викликало обурення православної братії. 1073 р. ігумен написав «епістолію» до князя Святослава, який скинув із престолу свого брата, Великого князя Київського Ізяслава. У ній Феодосій порівняв Ствятослава з біблійним братовбивцею Каїном.

## Філософсько-релігійні погляди Феодосія Печерського
Християнський світогляд із його ідеалом аскета, котрий присвятив своє життя служінню Богу, мав великий вплив на творчість Феодосія Печерського. Він категорично виступав проти католицизму, обстоюючи православну віру, називаючи її єдиною істинною вірою. А покликанням князя, на думку преподобного, є сприяти поширенню і розквіту православ'я. Таким чином зароджувалася і розвивалася ідея «богоугодного князя». Фактично Феодосій Печерський сформував могутню церковну ідеологію, ідеї якої розвивав Нестор-літописець, автор житій Феодосія, Бориса і Гліба, «Повісті врем'яних літ».
Його спадщина засвідчує могутнє духовне прагнення до справжнього життя, незначною тінню якого є реальність. Культивування високих християнських ідеалів творило основу світогляду і світовідчуття Феодосія Печерського. У центрі уваги Феодосія Печерського, як і інших мислителів стародавнього Києва, стоять моральні проблеми. Навіть його онтологічні й гносеологічні погляди тісно пов'язані з етичними.
- Категорія «людина», «світ»

Людина, на думку Феодосія, нічого в «мир» не принесла й нічого забрати не може. Тому сенс її життя не може зводитися до справ «мирських». Головне в житті — це бути вдячним Богові, любити його так, як Він любить людину, служити Богу, заради якого варто відмовитися не лише від світу, а й від життя.Любити Бога і служити Йому — це виконувати Його заповіді, бути слухняним і смиренним, а також постійно молитися в терпінні, сльозах і любові. А, втім, не лише чиста любов до Бога і вдячність Йому змушує Феодосія відрікатися від світу. Для цього є й інші причини. Перша причина — це страх перед покаранням Божим, а друга — бажання винагороди Божої, пов'язане з уявленням про потойбічну винагороду за страждання в цьому світі, а також за вірну Йому службу й любов до Нього: "И въждеземъ світильникы наша любовію и послушаніем, кротостію и смиреніемъ, и срящемъ Христа непостыдным лицемъ, глаголюще къ намъ: пріидіте, иже мене ради потруждавшесь въ молитвахъ, и в бдініихъ, и въ всякых службахъ, и пріобщитеся благыхъ всякъ, — иже речеть лінивымъ и нерадивымъ: «Азъ васъ не слышу, но ему же послідовасте, тому же и обішници будете мукамъ безконечнымъ».
Найвища цінність і сенс життя для людини є її особисте спасіння після смерті. Підпорядкованою їй цінністю є додержання Божественних принципів. Для пізнання цих принципів необхідне злиття з трансцендентним Божественним абсолютом, яке перетворює людину, дає їй можливість осягнути Божественну Істину й є, таким чином, шляхом морального самовдосконалення. Цей шлях передбачає відмову від усього, що зв'язує людину з земним світом. Навіть відмова від любові до її роду й батьків з цієї точки зору морально виправдана. І навпаки, зв'язок людини з земним світом розуміється як моральне зло, бо відволікає людину від головного, від Бога, не спрямовує людину на життя згідно з тими моральними принципами, які збігаються з Божественними принципами.
Шлях морального самовдосконалення, який пропонує Феодосій Печерський, передбачає також постійне «бдініе» й молитву. Цей шлях веде до «обожнення» людини. Воля людини в такому разі зливається з божественною волею й вона стає по-справжньому вільною і здатною до гармонійного співжиття з іншими людьми, що теж підпорядковано досягненню вищої цінності (подібне, але в розвиненій формі, бачимо й у творах Григорія Сковороди). Шляху монаха-відлюдника надається найвищого морального статусу, він розцінюється як найвище добро для людини. Феодосій Печерський не заперечує й світського шляху людини, але вважає за добро підпорядкування його контролю з боку монахів як людей, що осягають Божественну істину й краще знають, як слід жити в цьому світі, що робити в тій чи іншій життєвій ситуації, щоби дії людини були в гармонії з Божественною Волею й вони були здатними до милосердя й любові, не відхилялися від правильного життєвого шляху.
- Категорія «світ», «розум», «Бог»

Про пізнання світу, а також про пізнання Бога через пізнання світу в творах Феодосія не йдеться. Світ — це те, чого слід уникати. У текстах, що належать йому, не йдеться й про пізнання Бога за допомогою розуму, шляхом міркувань. Правда, слово «умъ» зустрічається в його «Повчаннях»: «Приходяще же съ страхомъ стоимъ до отпущеніа іереева, главу долу покланяюще, а умъ имуще къ Вышнему», але тут і ніде в інших місцях не говориться про міркування як шлях пізнання Бога. Слово «умъ», якщо подивитися, як воно використовується і в інших місцях ("Давидьское оно слово въ умі иміюще и глаголати (Пс. 108, 2), «Еже бо не поклонитися другу своему и руці долу повісити, то неродивыхъ мужъ и лінивыхъ, и въ умі ярящихся»), може означати душу.
Якщо взяти весь комплекс феодосієвих повчань відносно перебування в церкві у цілому, то головним виявляється пізнання Бога безпосередньо душею, через серце, адже коли монах іде до церкви, він повинен підготувати для того своє серце: «Билу бо ударяющу не ліпо ны лежати, но въстати на молитву, якоже ны богоносивый Феодоръ учитъ, и Давидьское оно слово въ умі иміюще и глаголати, готово сердце мое, Боже, готово».
- Категорія «народ», «етнос»

У своїх творах Феодосій Печерський не пише про народ, державу, однак звертають на себе увагу його думки відносно новонавернених на християнство. По-перше, він указує на таку обставину: «Якоже сіаеть солнце на злыа и на добрыя, такожде и дождить, не токмо на рабы своя, но и на съпостаты своя» (М. V, 45). Він також наполягає на тому, що «не себе бо ради сниде Слово Божіе на землю, но всіх ради, и за вся пострадати смерть восприятъ». Тут, можливо, Феодосій має на увазі те, що й ап. Павло, відстоюючи право неєвреїв на християнство. Цю думку підкреслює й наведення ним легенди про апостола Петра, якою ранні християни виправдовували проповідь християнства серед неєвреїв. Ця ідея, розвинена до гострого протистояння християн і євреїв, зустрінеться пізніше і в Іларіоновому «Слові про закон і благодать». Феодосій протиставляє євреїв і християн не менш гостро, ніж це пізніше робить Іларіон Київський: «Но с тех пор как Господь Бог наш пришел на землю, еврейское все отступило. И мы больше уже не чада Авраамовы, но чада Христа Бога нашего». Поняття «єврей», «юдей» означають у нього лише приналежність до релігії й протиставляється не іншим народам, а християнам або мусульманам. Для Феодосія поняття народу як певної етнічної групи не актуальне.
Відречення від світу заради Царства Небесного теж дуже далеке від національної ідеї, до земних проблем народу в даному разі діла дійсно немає, і це, до речі, проявилося й у позиції Івана Вишенського, коли він на кілька століть пізніше, але стоячи на подібних світоглядних основах, скаже, що йому немає ніякого діла до народу: «… я з народом заповітів не складав і відповідей не творив, і народу я не знаю, в бесіді з ним не спілкувався і на очі не здибувався». Ця обставина теж доповнює картину про його вплив на формування морального аспекту української національної ідеї, негативний чи позитивний.
У своїх творах Феодосій не згадує про землю Руську, не піклується про її авторитет, однак повністю обійти цю проблему він не може. Це питання він піднімає в зв'язку з місцем, яке займає Руська православна церква серед інших церков. Він старається довести, що, хоч Руська православна церква виникла й останньою, проте вона не нижча від інших церков і, тим більше, християни не нижчі від юдеїв. Доводячи це, Феодосій наводить притчу Христову про хазяїна, що найняв у різний час робітників, одні почали працювати раніше, другі — пізніше, а треті — ще пізніше, а закінчили працювати одночасно, однак усім їм хазяїн дав однакову платню. Коли ті, що розпочали працю раніше, висловили своє незадоволення, хазяїн сказав: «Друже, не обижю тебе.- не тако ли съвіщахъ съ тобою, и не літь ли ми въ своихъ, яко же хощю?» (див. Матфей. XX, 13-15).
Феодосій Печерський справив неабиякий вплив на подальший розвиток української моральної думки. Його творчість залишила яскравий слід у життєдіяльності і в ідеології Києво-Печерської лаври.
Феодосій суворо ставився до іновірців: «Живіть мирно не тільки з друзями, - але і з ворогами, проте тільки зі своїми ворогами, а не з ворогами Божими свій ворог тобі той буде, хто вбив би перед твоїми очима твого сина або брата, прости йому все, але Божі вороги - жиди, єретики, які тримають криву віру ... Немає кращого віри нашої, чистої, чесної, святої, живучі в цій вірі, можна позбутися від гріхів, стати причасником вічного життя, а тим, які перебувають у вірі латинській, вірменській, сарацинській, тим немає життя вічного, ні частини зі святими».

## Іконографія

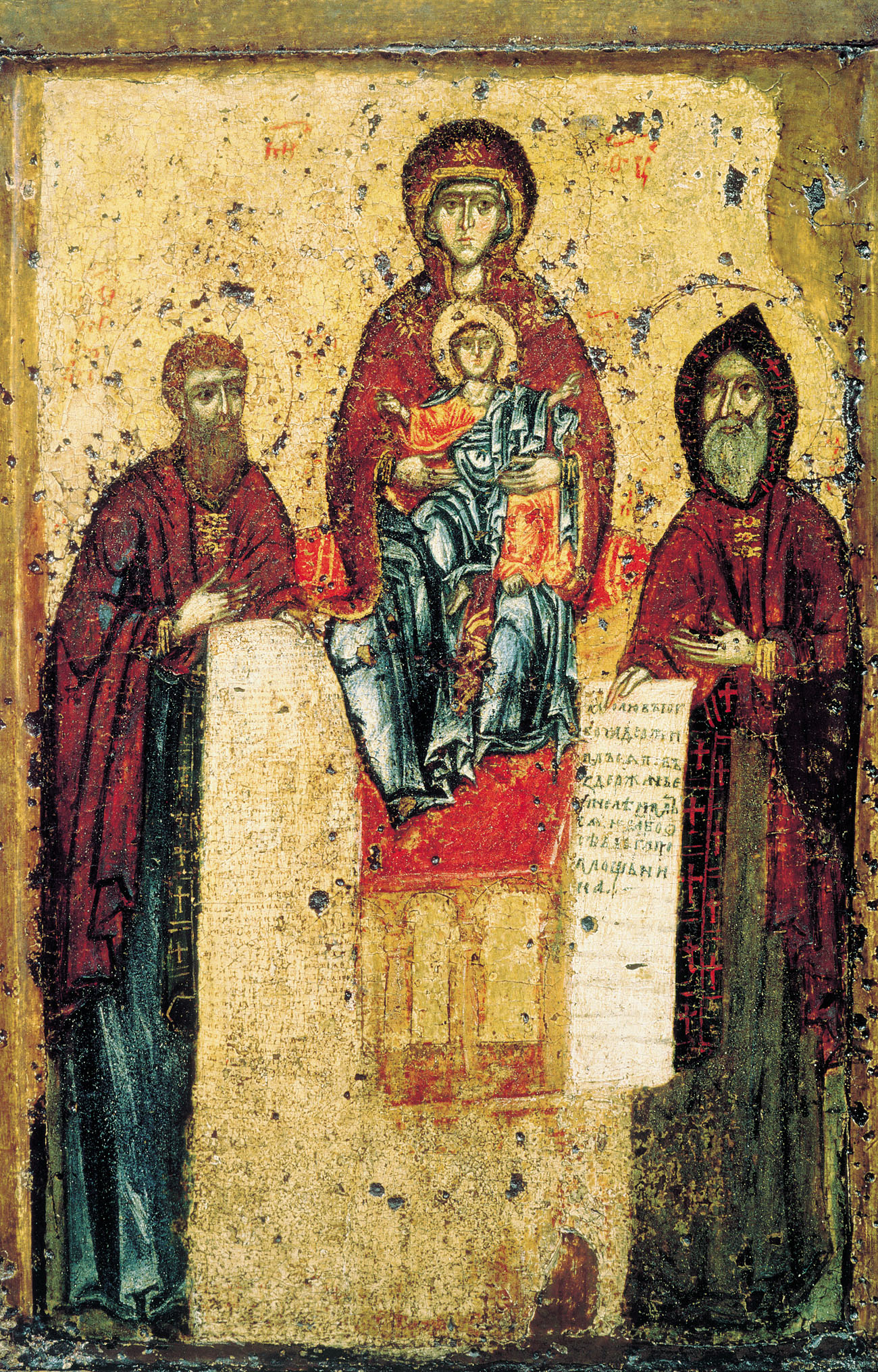
Печерська (Свенська) ікона Божої Матері

З Києво-Печерського патерика відомо, що вже в ХІ ст. були ікони Антонія та Феодосія Печерських, які ігумен монастиря Никон Великий показував перехожим. Найдавнішим зображенням Феодосія є Свенська ікона Богородиці датована 1288 роком. Зображення цієї ікони мало широке розповсюдження в іконографії починаючи з XVI ст. Різниця в індивідуальних рисах Антонія і Феодосія набула усталеності в печерській іконографії. На більшості ікон, як і на Свенській, Антоній має суворий, безсторонній і самозаглиблений вираз обличчя, на відміну від більш живого і відкритого обличчя Феодосія. Причому Антоній зображається як сивобородий старець-схимник, а Феодосій — як людина середнього віку з непокритою головою. Також набули поширення такі іконографічні композиції як Богородиця Печерська і Печерське Успіння.
Одним з найкращих зразків києво-печерської іконографії є ікона преподобних (кінця XVII ст.), які стоять по обидва боки Успенського собору. Обличчя собору з гострими двосхилими дахами, лускоподібним покриттям бань відповідає його зображенням на гравюрах 60-70 рр. XVII ст. Традиційним є червоний колір єпитрахилі Феодосія і зелений колір схими Антонія, а також текст на свої Феодосія: «Господи, во ім'я Пресвятої Богородиця Матерє Твоєя создан бить дом сей».
Образи преподобних були розміщені в іконостасі собору Скиту Манявського, у стінописі церкви Святого Духа, що на Галичині, і першій половині XVII ст. Феодосій разом з Антонієм внесені до складу Деісуса, написаного в середині XVI ст. на вівтарних дверцятах храму Успіння Пресвятої Богородиці Псковсько-Печерського монастиря.
На дзвонах Києво-Печерської лаври 1719–1720 рр., на іконі XIX століття, на ростовських іконах сер. XIX ст. і ІІ-ї пол. XIX ст. преподобні зображені перед Богородицею з немовлям, знизу в центрі — Успенський собор.
На обкладинці Євангелія 1701 р. Антоній та Феодосій зображені під час саджання дерев.
Ікони з великим поясним зображенням Феодосія Печерського містяться біля його поховання у лаврських печерах, а ікона, що міститься в Дальніх печерах дає початок іконографічному типу Феодосія, близькому до Ісуса Христа. Він простежується у деяких іконах XIX і ХХ століть.
Відомі також зображення преподобних Антонія і Феодосія на різьблених дерев'яних хрестах XVII–XVIII століть, що знаходяться у лаврській колекції.
|  |  |  |  |

## Бібліографічні дослідження
Життєвий шлях і діяння Феодосія Печерського є об'єктом досліджень багатьох істориків. Першим біографом був батько східнослов'янської історії, постриженик і насельник Києво-Печерського монастиря диякон Нестор Літописець, результат праці якого викладений у «Житії преподобного отця нашого Феодосія, ігумена Печерського», створене в стінах монастиря в 80-х роках XI ст. Ця праця дійшла до нас у складі так званого Успенського збірника. Не пізніше XV ст. «Житіє…» стає невід'ємною частиною Києво-Печерського патерика. Ґрунтовне дослідження біографії, діяльності та творчості Феодосія Печерського розпочалося в XIX столітті й триває до наших днів.

## Вшанування пам'яті
- У Василькові є вулиця Антонія і Феодосія.
- Покровитель села Ходосівка.